# أحمد قائد بركات
أحمد قائد بركات سياسي يمني تقلد عدد من المناصب السياسية وهو من مواليد صنعاء في العام 1934 و هو أحد أعضاء بعثة الأربعين الذين تلقوا تعليمهم خارج اليمن.

## المناصب
• وزير الخارجية : 1969م-1970م.
• الممثل الشخصي لرئيس المجلس الجمهوري، ورئيس لجنة انتخابات مجلس الشورى اليمني (1970-1971).
• عضو لجنة الدستور : 1970م-1971م.
• وزير الأعلام والثقافة الوطنية ورئيس هيئة تعاون مدينة صنعاء :1971م-1972م.
• سفير في ألمانيا الاتحادية وسفير غير مقيم في بلجيكا والنمسا وهولندا وسويسرا، ورئيس البعثة لدى الجماعة الأوربية : 1972م-1978م.
• وزير الدولة ورئيس المؤسسة العامة للنفط والثروات المعدنية وعضو مجلس الشعب التأسيسي : 1978م - 1980م.
• سفير في اليابان : 1980-1983م .
• وزير الاقتصاد والصناعة : 1983-1986 م .
• رئيس مجلس إدارة بنك اليمن الدولي : 1987م-1991م.
• نائب وزير النفط والثروات المعدنية : 1991م-1992م.
• رئيس مجلس إدارة الخطوط الجوية اليمنية : 1992-1995م.
• عضو مجلس أمناء مؤسسة العفيف الثقافية: 1992-2012.

## مؤلفات
1ـ التخلف لماذا؟ والتقدّم لمَ لا؟. صدر عن دار الفكر في دمشق عام 1406هـ/ 1986م. 
2ـ مأزق التنمية. صدر عن دار الفكر في دمشق عام 1408هـ/ 1988م. 
3ـ العرب وظاهرة التجريح. صدر عن دار الفكر في دمشق عام 1409هـ/ 1989م.
4ـ آفاق الديمقراطية والمسيرة اليمانية. صدر عن دار الفكر في دمشق عام 1412هـ/ 1992م.
5ـ النفط في اليمن. صدر عن مؤسسة (العفيف) بصنعاء عام 1412هـ/ 1992م.
6ـ ليلة ظهور أسعد الكامل. صدر عن دائرة الصحافة للطباعة والنشر عام 1412هـ/ 1992م.
7ـ المبشع، رواية. صدرت عن دائرة الصحافة للطباعة والنشر عام 1413هـ/ 1993م.
8ـ المعادن في اليمن. صدر عن مؤسسة (العفيف) بصنعاء عام 1416هـ/ 1996م.
9ـ منازل القمر: المنزلة الأولى: تباشير الأماني. رواية صدرت في مدينة صنعاء عام 1418هـ/ 1998م.
10ـ منازل القمر: المنزلة الثانية: سنوات البراءة. رواية صدرت في مدينة صنعاء عام 1422هـ/ 2001م. 
11ـ منازل القمر: المنزلة الثالثة: المدار الغربي. رواية صدرت في مدينة صنعاء عام 1422هـ/ 2001م.
12ـ فسحة الأمل، ومرارة التشرّد. ذكريات.

## وفاته
توفي في صنعاء يوم الأحد 27 يوليو 2025 عن عمر ناهز 91 عامًا.